# Jurij Nyikolajevics Glazkov
Jurij Nyikolajevics Glazkov dr. (oroszul: Юрий Николаевич Глазков) (Moszkva, 1939. október 2. – Moszkva, 2008. december 9.) szovjet űrhajós.

## Életpálya
1962-ben a harkovi katonai főiskolán diplomázott. Repülőmérnökként szolgált a szovjet légierőben. 1965. október 23-tól kapott űrhajóskiképzést. 1974-ben megszerezte a műszaki tudományok doktori címét. Az aktív űrhajózást követően a Gagarin kiképző központban az űrhajósok fizikai felkészítéséért volt felelős. 17 napot, 17 órát és 25 percet töltött a világűrben. Űrhajós pályafutását 1982. január 26-án fejezte be.

## Írásai
Több szakmai és tudományos-fantasztikus regényt írt.

## Űrrepülések
- 1976-ban a Szojuz–21 űrhajó tartalék személyzetének fedélzeti mérnöke,
- 1976-ban a Szojuz–23 űrhajó tartalék személyzetének fedélzeti mérnöke,
- 1977-ben a Szojuz–24 űrhajó vitte fel a Szaljut–5 űrállomás második személyzetét

## Kitüntetések
Egyszer kapta meg a Szovjetunió Hőse kitüntetést. A Lenin-rend, a Vörös csillag érdemérem tulajdonosa. Több külföldi kitüntetés (Kazahsztán, Bulgária, Kuba) birtokosa. Több város díszpolgára.